# Carlos Berlocq
Carlos Alberto Berlocq (ur. 3 lutego 1983 w Chascomus) – argentyński tenisista, olimpijczyk z Londynu (2012).

## Kariera tenisowa
Zawodowy tenisista w latach 2001–2019.
W grze pojedynczej wielokrotnie wygrywał turnieje rangi ATP Challenger Tour. W zawodach kategorii ATP World Tour wywalczył 2 tytuły – w lipcu 2013 roku w Båstad i w maju 2014 roku w Oeiras. Ponadto w lutym 2012 roku osiągnął finał turnieju ATP World Tour w Viña del Mar.
W deblu Argentyńczyk zwyciężył w 2 turniejach ATP World Tour z 7 rozegranych finałów.
W 2012 roku zadebiutował w reprezentacji Argentyny w Pucharze Davisa, w półfinałowej rywalizacji przeciwko Czechom.
W 2003 roku Berlocq zdobył brązowy medal podczas igrzysk panamerykańskich w Santo Domingo, w grze podwójnej w parze z Cristianem Villagránem.
Berlocq wziął w 2012 roku udział w grze pojedynczej igrzysk olimpijskich w Londynie. Odpadł z rywalizacji w 1 rundzie pokonany przez Alexa Bogomolova Jr.
Najwyżej w rankingu ATP singlistów zajmował 37. miejsce (19 marca 2012), a rankingu deblistów 50. pozycję (6 czerwca 2011).

### Finały w turniejach ATP World Tour
| Legenda                                      |
| -------------------------------------------- |
| Wielki Szlem                                 |
| Igrzyska olimpijskie                         |
| Tennis Masters Cup / ATP Finals              |
| ATP Masters Series / ATP Tour Masters 1000   |
| ATP International Series Gold / ATP Tour 500 |
| ATP International Series / ATP Tour 250      |

#### Gra pojedyncza (2–1)
| Końcowy wynik | Nr | Data          | Turniej      | Nawierzchnia | Przeciwnik        | Wynik finału     |
| ------------- | -- | ------------- | ------------ | ------------ | ----------------- | ---------------- |
| Finalista     | 1. | 5 lutego 2012 | Viña del Mar | Ceglana      | Juan Mónaco       | 3:6, 7:6(1), 1:6 |
| Zwycięzca     | 1. | 14 lipca 2013 | Båstad       | Ceglana      | Fernando Verdasco | 7:5, 6:1         |
| Zwycięzca     | 2. | 4 maja 2014   | Oeiras       | Ceglana      | Tomáš Berdych     | 0:6, 7:5, 6:1    |

#### Gra podwójna (2–5)
| Końcowy wynik | Nr | Data                 | Turniej      | Nawierzchnia  | Partner              | Przeciwnicy                        | Wynik finału    |
| ------------- | -- | -------------------- | ------------ | ------------- | -------------------- | ---------------------------------- | --------------- |
| Finalista     | 1. | 20 lipca 2008        | Umag         | Ceglana       | Fabio Fognini        | Michal Mertiňák Petr Pála          | 6:2, 3:6, 5–10  |
| Zwycięzca     | 1. | 18 lipca 2010        | Stuttgart    | Ceglana       | Eduardo Schwank      | Christopher Kas Philipp Petzschner | 7:6(5), 7:6(6)  |
| Finalista     | 2. | 23 października 2011 | Moskwa       | Twarda (hala) | David Marrero        | František Čermák Filip Polášek     | 3:6, 1:6        |
| Finalista     | 3. | 5 lutego 2012        | Viña del Mar | Ceglana       | Pablo Andújar        | Fred Gil Daniel Gimeno-Traver      | 6:1, 5:7, 10–12 |
| Finalista     | 4. | 7 października 2012  | Pekin        | Twarda        | Denis Istomin        | Bob Bryan Mike Bryan               | 3:6, 2:6        |
| Finalista     | 5. | 14 lipca 2013        | Båstad       | Ceglana       | Albert Ramos-Viñolas | Nicholas Monroe Simon Stadler      | 2:6, 6:3, 3–10  |
| Zwycięzca     | 2. | 8 sierpnia 2015      | Kitzbühel    | Ceglana       | Nicolás Almagro      | Robin Haase Henri Kontinen         | 5:7, 6:3, 11–9  |